# Гривас, Георгиос
Гео́ргиос Гри́вас (греч. Γεώργιος Γρίβας; 23 мая 1897 или 1898, Трикомо, о. Кипр — 27 января 1974, Лимасол, Республика Кипр) — известный деятель борьбы за освобождение Кипра, руководитель организации ЭОКА, генерал греческой армии, ярый сторонник Эносиса.

## Биография
Родился Георгиос Гривас в многодетной семье греков-киприотов в Трикомо, в мае 1897 (по другим данным — 1898) года. Он был четвёртым ребёнком Теодороса Гриваса и Каломиры Хаджи-Михали. Окончил сельскую школу, а в 1915 году — Панкипрскую гимназию в Никосии. В 1916 году переехал в Афины, где получил греческое гражданство и поступил в военную академию. Продолжил военное образование в парижской École Militaire (окончил её в 1919 г.), вернулся в Грецию, где был произведён в младшие лейтенанты и сразу же направлен в Малую Азию. В составе 10-го дивизиона он прошёл боевой путь Греко-турецкой войны — от Смирны (ныне Измир) к Панормосу (ныне Бандырма) и Бурсе (ныне Эскишехир) — вплоть до знаменитой битвы при Сакарье. После разгрома греческой армии в 1922 г. Гривас поселился во фракийском городе Редестос. Вскоре он был произведён в лейтенанты. В 1925 г. произведён в капитаны, в 1935-м — в майоры. В 1937 г. Гривас женился на Василики Дека, дочери афинского фармацевта.
Во время Второй мировой войны участвовал в подпольной борьбе против оккупантов, возглавлял Организацию Хи.
В ноябре 1954 года Гривас тайно возвратился на Кипр под именем Дигенис, организовав в 1955 году националистическую организацию ЭОКА, боровшуюся за независимость острова от Великобритании и воссоединение с Грецией. В 1959 году Великобритания предоставила независимость Кипру с 1960 года, оставив свои войска лишь на базах Акротири и Декелия. Патриотам не удалось добиться объединения острова с Грецией.
Гривас вновь покидает Кипр и уезжает в Грецию. В 1960-х гг. он несколько раз на короткое время возвращался на остров, где со своими подразделениями сражался с отрядами турок-киприотов. В 1971 году он вновь возвратился на Кипр, возглавив организацию ЭОКА-Б, теперь ставившую своей целью свержение президента архиепископа Макариоса, бывшего в 1950-х его союзником против Великобритании, а ныне ставшего сторонником независимости острова, но не эносиса.
Георгиос Гривас скончался 27 января 1974 года в своём доме в Лимасоле. Лишь через полгода после его смерти удалось свергнуть архиепископа Макариоса с помощью греческой хунты полковников. Однако через некоторое время Макариос III вернулся к исполнению обязанностей президента. Переворот также закончился частичной оккупацией острова Турцией и разделением Кипра с вынужденным переселением киприотов, как турок, так и греков.